# Marie-Catherine Girod
Marie-Catherine Girod est une pianiste française, née à Peyrehorade le 19 août 1949, dans le département des Landes.

## Biographie
Marie-Catherine Girod étudie le piano au Conservatoire de musique de Bordeaux, puis au Conservatoire national supérieur de musique et de danse de Paris où elle entre dans la classe de Jules Gentil. Elle travaille par la suite avec Paul Badura-Skoda et György Sebők. Elle est régulièrement invitée dans les festivals Mai de Bordeaux, La Roque d’Anthéron, le Festival Estival de Paris, le festival Chopin de Bagatelle, le festival de Nohant, le festival de Husum en Allemagne, le festival Alexander Paley et ses amis au Moulin d’Andé (Normandie). Elle se produit en récital en Europe et aux États-Unis (Festival de Richmond en Virginie), en formation de chambre et en soliste avec différents orchestres, dont l’orchestre de Bretagne avec lequel elle a enregistré la Fantaisie pour piano et orchestre de Paul Le Flem. Elle participe fréquemment à des concerts organisés par Radio France, à des émissions de radio.
Elle est aussi à l’aise dans le grand répertoire classique et romantique (Carl Maria von Weber, Frédéric Chopin, Felix Mendelssohn,) qu’avec Maurice Ravel, Claude Debussy ou Henri Dutilleux. On la trouve aussi dans un répertoire beaucoup plus rare, contribuant largement à la redécouverte de compositeurs peu joués. Parmi d’autres, ses enregistrements d’œuvres de Gabriel Dupont, Maurice Emmanuel, André Jolivet, Arthur Lourié ou Gustave Samazeuilh sont unanimement salués par la critique, et lui valent de nombreux prix. Par ses choix personnels, son engagement pour faire vivre la musique, Marie-Catherine Girod met en lumière, grâce aux disques et aux concerts, des compositeurs injustement négligés.
Outre sa maîtrise technique, son jeu fait preuve d’une grande expressivité, tour à tour brillant et intimiste, clair, coloré et délicat, utilisant une vaste palette de nuances qui séduit toujours le public. Elle a terminé en 2009 un cycle d’enregistrement de l’œuvre intégrale pour piano de Felix Mendelssohn.
Pédagogue, elle a dirigé le Conservatoire de musique de Sucy-en-Brie (94) de 1986 à 2012, elle a créé en 1992 le Concours national de piano de Sucy qu’elle a organisé jusqu’en 2005, et elle enseigne depuis octobre 2011 à l'École normale de musique de Paris.

## Prix
- Grand prix de l'Académie nationale du disque français (Sonates pour piano : Auric, Dutilleux, Jolivet)
- Grand prix de l'Académie nationale du disque français (Sonatines de Maurice Emmanuel)
- Lauréate du Grand prix International Charles Cros (1991) (Œuvres pour piano d'Arthur Lourié)

## Distinctions
- Chevalier de l'ordre des Arts et des Lettres (1991)
- Officier de l'ordre national du Mérite (2011)

## Enregistrements (sélection)
Parmi de nombreux enregistrements, signalons :
- Felix Mendelssohn : Œuvre intégrale pour piano (8 CD), Éditions Saphir
- Sergueï Rachmaninov : 2e sonate op.36, 6 moments musicaux op.16, Éditions Solstice
- Carl Maria von Weber : Les 4 sonates pour piano, Éditions Solstice
- York Bowen : 24 Préludes, Nocturnes, op.78, Rêveries op.86, 3D Classics
- Louis Aubert / Abel Decaux et autres : Sillages / Clairs de lune / Tombeau de Claude Debussy, 3D Classics
- Gabriel Dupont / Gustave Samazeuilh : La Maison dans les dunes / Le Chant de la mer, 3D Classics
- Pierre-Octave Ferroud : Intégrale de la musique pour piano (1er enregistrement mondial), 3D Classics
- Paul Le Flem :

1. Fantaisie pour piano et orchestre (+ La Magicienne de la mer, Symphonie no 1), Orchestre de Bretagne, dir. Claude Schnitzler, Éditions Timpani
2. Œuvre pour piano, œuvre pour piano et violon, Annick Roussin, violon, Éditions Accord